# البعلسية (يافع)

تعديل مصدري - تعديل

البعلسية هي إحدى قرى عزلة لبعوس بمديرية يافع التابعة لمحافظة لحج، بلغ تعداد سكانها 913 نسمة حسب تعداد اليمن لعام 2004.